# Чорновіл Валентина Максимівна
Валентина Максимівна Чорновіл (нар. 23 березня 1948 в селі Гусакове Звенигородського району Київської області, Українська РСР) — український філолог, громадська діячка.
Молодша сестра В'ячеслава Чорновола, вдова Миколи Плахотнюка.
Літературний редактор у газеті «Час-Time» (з 1998).
Упорядкувала й видала зібрання творів брата в десяти томах (2002—2015).

## Життєпис
Народилася 23 березня 1948 року в селі Гусакове Звенигородського району Київської області. Батько — Максим Йосипович — викладав українську мову та літературу, мати — Килина Харитонівна Терещенко — була вчителькою молодших класів. Дитинство Валентини минуло в селі Вільховець, де в 1965 році вона закінчила середню школу. У 1965—1970 роках навчалася на філологічному факультеті Київського національного університету імені Тараса Шевченка. У 1970—1972 роках викладала українську мову та літературу у Львівській, Тернопільській та Київській областях. Через брата познайомилася з колом шістдесятників: Аллою Горською, Галиною Севрук, Іваном, Леонідою та Надією Світличними, Маргаритою Довгань. Брала участь у ватагах колядників. Поширювала й передавала за кордон журнал ''Український вісник'', який видавав її брат. Після його арешту 12 січня 1972 року на допитах не давала жодних свідчень ні проти нього, ні проти Миколи Плахотнюка, в справі якого проходила як наречена. Проти неї також було порушено кримінальну справу за ч. 1 ст. 62 КК УРСР ''Антирадянська агітація та пропаганда''. У серпні 1972 року її було затримано одночасно з Атеною Пашко. Утримували їх у слідчому ізоляторі КДБ у Львові. Але завдяки братові, який, дізнавшись про це, оголосив сухе голодування, через три дні обох було звільнено.
Із політичних мотивів Валентину протягом року не допускали до педагогічної роботи. З 1973 року працювала вчителькою української мови та літератури в місті Тальне на Черкащині, у селі Рокитне та смт Буча на Київщині. Місцеві та обласні органи КДБ постійно шантажували її — викликали на допити, установили стеження на роботі. Валентина їздила на побачення з братом у Мордовію та Якутію. Вивозила табірну інформацію, зокрема, інтерв'ю В'ячеслава Чорновола та Бориса Пенсона ''Будні мордовських таборів''.
У 1982 році вийшла заміж за Миколу Плахотнюка.
У 1998 році стала працювати літературним редактором у газеті ''Час-Time'' (пізніше ''Час''), головним редактором якої був її брат. Публікувала свої публіцистичні та культурологічні дослідження. Редагувала вісник брата ''Вимір часу''. Після його загибелі в автомобільній катастрофі 25 березня 1999 року впорядкувала та видала його твори в десяти томах.
На громадських засадах була науковим працівником у Кабінеті-музеї В'ячеслава Чорновола та літературним редактором у його Фонді.
Член правління громадської організації ''Музей шістдесятництва'', член Всеукраїнського товариства політичних в'язнів і репресованих (ВТПіР) із 1996 року. Нагороджена відзнакою Народного руху України ''За заслуги перед українським народом'' II ступеня (2005), орденом княгині Ольги III ступеня (2007).

## Родина
- Брат В'ячеслав Чорновіл.
- Чоловік Микола Плахотнюк (1936—2015), засновник Музею шістдесятництва.
- Син Богдан Плахотнюк (нар. 1990), філолог.

## Нагороди
- Відзнака НРУ «За заслуги перед українським народом» II ступеня (2005).
- Орден княгині Ольги ІІІ ступеня Орден княгині Ольги III ст. (2007)